# Alessandro Algardi

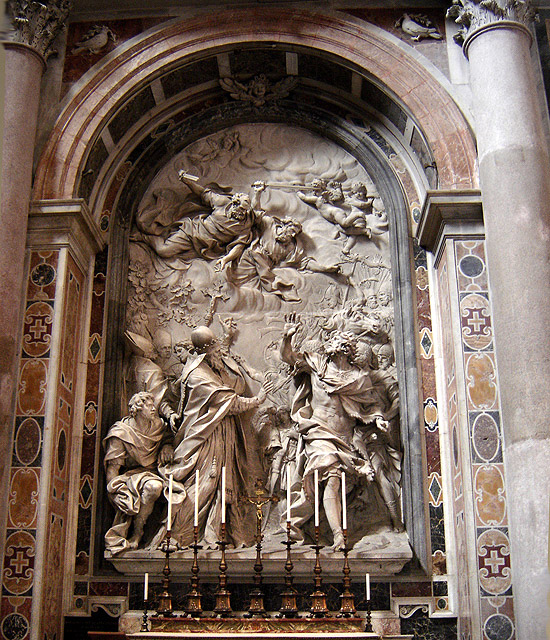
Relleu de la Trobada de Saint-Leon i Atila.

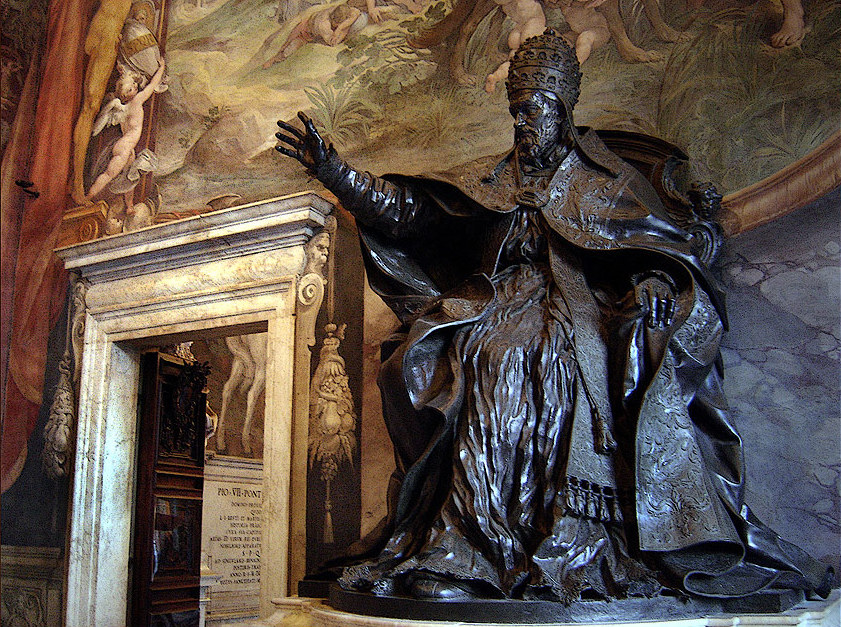
Innocenci X.

Alessandro Algardi   (Bolonya, 31 de juliol de 1595 - Roma, 10 de juny de 1654), conegut com l'Algarde, nascut el 1595 o el 1598 a Itàlia a la ciutat de Bolonya i mort el 1654 a Roma, va ser escultor, decorador i arquitecte.

## Biografia
Format a la seva ciutat natal per Ludovico Carracci, va ser el rival de Bernini i el favorit del papa Innocenci X.
A la ciutat de Roma, se li atribueix la construcció de la gran façana de l'església de Sant Ignasi i als vessants del Janícul (un dels turons de Roma a la riba dreta del Tíber) compon la vil·la Doria Pamphilj, embellit amb una rica decoració d'estuc i relleus a l'exterior, la planta de la qual s'inspira en les vil·les construïdes per Palladio.
L'Algarde va treballar en restauracions. Va fer estàtues d'estuc per a Sant Silvestre al Quirinal, durant el pontificat d'Innocenci X, va compondre el Relleu de la reunió de Sant Lleó i Àtila de la Basílica de Sant Pere (1646-1650), i la tomba de Lleó XI en marbre blanc (1645-1650). Al Capitoli, va aixecar al Palau dels Conservadors una estàtua de bronze molt enèrgica d'Innocenci X, comparable a la d'Urbà VIII de Bernini. A la ciutat de Bolonya, s'hi pot veure la Marxa de Sant Pau.
Va viure en gran intimitat amb els Albane, i va tenir com a alumnes, entre d'altres, Camillo Mazza (1602-1672) que va fer la Pietat de l'església dels caputxins de Bolonya i les portes de bronze de la basílica de Sant Antoni de Pàdua, i Domenico Guidi. (1625-1701).

## obres
- Crucifix d'ivori de l'església Santissime Stimmate di San Francesco, Roma
- Andirons de l'Algarde: dos grups de bronze, Júpiter sostenint el seu raig, assegut sobre una àguila col·locada sobre el globus terrestre sostingut per tres titans i Juno portat pels vents; es van fer diverses foses durant el segle xvii i segle xviii per a diferents corts reials.[1]
- Estàtua honorífica del papa Innocenci X, estàtua de bronze encarregada el 1646 i acabada el 1650. L'estàtua es conserva als Museus Capitolins de Roma, al Palau dels Conservadors, al Saló dels Horacis i dels Curiats. Encara que l'artista no l'hagués buscat, l'efecte per la "manca d'acabat" destaca l'alta qualitat de l'obra, que la crítica considera com una de les millors obres d'Alessandro Algardi.[2]

### Producció gràfica
A part de grans escultures, Algardi crea maquetes de tota mena d'objectes, i executa ell mateix les seves obres. Algardi utilitza una ploma molt fina per detallar els elements decoratius destinats a ser cisellats en or o plata. Aquests objectes petits i preciosos, a més de ser regals ideals, van ser apreciats fins a finals del segle xviii. En els dos dibuixos de les Beaux-arts de París apareixen les armes de Sant Felip Neri, estant Algardi a prop dels oratoris.